# پارسا ۱۴۲۷۷
سیارک ۱۴۲۷۷ (به انگلیسی: 14277 Parsa، نامگذاری:2000CS13) چهارده هزار و دویست و هفتاد و هفتمین سیارک کشف شده‌است که در ۲ فوریه ۲۰۰۰ کشف شد.
قدر مطلق سیارک برابر ۱۴٫۳ است.